# 華潤啤酒
華潤啤酒（控股）有限公司，簡稱華潤啤酒（控股），以及華潤啤酒（英語：China Resources Beer (Holdings) Company Limited，港交所：291、港交所：80291（人民幣結算））是一家中国啤酒公司。主要業務在中國內地生產和銷售各類啤酒產品，主要產品包括雪花啤酒、金威啤酒、藍劍啤酒等，主席為陳朗。

## 历史
是在1936年，由當時瀋陽市政府成立國有企業，前身「瀋陽啤酒廠」。1993年，由當時香港上市公司華潤創業有限公司（除牌前0291.HK）於瀋陽市改組成為「沈阳华润雪花啤酒有限公司」。
2015年10月16日，當時「華潤創業有限公司」更名為「華潤啤酒（控股）有限公司」，並在10月23日重新上市。而有關收購方式已完成。
2016年3月2日華潤啤酒與安海斯-布希英博集團達成協議，以16億美元（相當約124.4億港元），收購SABMiller Asia持有的49%華潤雪花啤酒股權, 收購完成後, 華潤雪花啤酒將成為華潤啤酒的全資子公司。
2018年8月2日華潤啤酒與喜力達成協議，以約243.5億港元，出售40%華潤雪花啤酒股權。
2018年11月5日華潤啤酒旗下華潤雪花啤酒以23.55億元現金收購喜力旗下於中國成立的6家公司及喜力香港的全部已發行股本，作為該公司交易事項的一部分，雙方亦簽訂了關於在獨佔地域內獨佔使用喜力品牌的商標許可協議和長期戰略合作關係的框架協議。

## 外部連結
- crbeer.com.hk （页面存档备份，存于）